# Acadie
Acadie é uma comunidade localizada na província canadense de New Brunswick.